# 甘辛根
甘辛根是瑞士的城鎮，位於該國北部，由阿爾高州負責管轄，面積8.77平方公里，海拔高度382米，2012年人口969，七成半人口信奉羅馬天主教，人口密度每平方公里110人。